# Innervisions
Innervisions is het zestiende album van Stevie Wonder. Het werd op 3 augustus 1973 uitgegeven door Tamla, een sublabel van Motown. Het was het eerste album waarop alle nummer alleen door Wonder zelf werden geschreven. Ook speelde hij op een aantal nummers alle instrumenten.

## Geschiedenis
Innervisions is een conceptalbum waarmee Wonder zijn visies op de maatschappij naar buiten bracht. Met het lied "Too High" waarschuwt hij voor de gevaren van drugs en in "Living for the City" beschrijft hij hoe moeilijk het leven van een zwarte man in New York was.
Wonder werkte vaak tot diep in de nacht aan het schrijven en opnemen van de muziek. Hij overwoog het album The Easter Album of The Last Days of Easter te noemen en voor de hoes had hij aanvankelijk een foto in gedachten van een oude, wijze man die terugkeek op de verwarrende gebeurtenissen in de jaren zestig.
Het album werd aan recensenten, vrienden van Wonder en anderen geïntroduceerd met een speciaal evenement. Een groep stapte op Times Square in een bus en werd daar geblinddoekt. Iedere journalist en recensent werd gekoppeld aan een gids. Rolling Stone-schrijver Dave Marsh werd bijvoorbeeld begeleid door zangeres Patti Smith, die met Wonder bevriend was. De groep kreeg - nog steeds geblinddoekt - een tiental minuten later het album te horen. Marsh beschreef deze ervaring als volgt:

Then they played us the record. ... Totally disorienting. The music had a clarity, a lucidity, and a flat-out power that was greatly increased by the limitation of the visual sense; no distraction, or complete distraction... It was one hell of a way to experience 'Living for the City' for the first time.
— Dave Marsh, in Werner 2004, p. 193.

Drie dagen na de uitgave van Innervisions kwam Wonder in een coma ten gevolge van een auto-ongeluk. Op 6 augustus 1973 was hij met zijn neef John Wesley Harris onderweg naar een benefietconcert in North Carolina. Harris, die achter het stuur zat, verloor zijn concentratie en reed in op een semi-dieplader. Wonder raakte bewusteloos en Harris besloot hem met een andere auto naar het lokale ziekenhuis te brengen. Toen Wonder na vier dagen bijkwam, kon hij tijdelijk niet meer ruiken en proeven.

## Tracklist
| Nr. | Titel               | Schrijver(s)  | Duur |
| --- | ------------------- | ------------- | ---- |
| 1.  | Too high            | Stevie Wonder | 4:36 |
| 2.  | Visions             | Wonder        | 5:23 |
| 3.  | Living for the city | Wonder        | 7:23 |
| 4.  | Golden lady         | Wonder        | 4:58 |

| 1.                 | Higher Ground                 | Wonder | 3:43 |
| 2.                 | Jesus children of America     | Wonder | 4:10 |
| 3.                 | All in love is fair           | Wonder | 3:42 |
| 4.                 | Don't you worry 'bout a thing | Wonder | 4:45 |
| 5.                 | He's misstra know-it-all      | Wonder | 5:35 |
| Totale duur: 44:11 |                               |        |      |

## Bezetting

### Kant één
1. "Too High" – 4:37
  - Stevie Wonder - zang, Fender Rhodes, mondharmonica, drums, synthesizer
  - Lani Groves - achtergrondzang
  - Tasha Thomas - achtergrondzang
  - Jim Gilstrap - achtergrondzang
2. "Visions" – 5:17
  - Stevie Wonder - zang, Fender Rhodes
  - Malcolm Cecil - contrabas
  - Dean Parks - akoestische gitaar
  - David "T" Walker - elektrische gitaar
3. "Living for the City" – 7:26
  - Stevie Wonder - zang, achtergrondzang, Fender Rhodes, drums, Moog-synthesizer, TONTO-synthesizer, handgeklap
4. "Golden Lady" – 5:00
  - Stevie Wonder - zang, piano, drums, TONTO-synthesizer
  - Clarence Bell - Hammondorgel
  - Ralph Hammer - akoestische gitaar
  - Larry "Nastyee" Latimer - conga's

### Kant twee
1. "Higher Ground" – 3:54
  - Stevie Wonder - zang, clavinet, drums, Moog-synthesizer
2. "Jesus Children of America" – 4:04
  - Stevie Wonder - zang, achtergrondzang, Fender Rhodes, clavinet, handgeklap, drums, Moog-synthesizer
3. "All In Love Is Fair" – 3:45
  - Stevie Wonder - zang, piano, Fender Rhodes, drums
  - Scott Edwards - basgitaar
4. "Don't you worry 'bout a thing" – 4:55
  - Stevie Wonder - zang, achtergrondzang, piano, drums, Moog-synthesizer
  - Yusuf Roahman - percussie
  - Sheila Wilkerson - bongo's
5. "He's Misstra Know-It-All" – 6:06
  - Stevie Wonder - zang, achtergrondzang, piano, drums, handgeklap, TONTO-synthesizer, conga's
  - Willie Weeks - basgitaar